# Lista över inofficiella namn i Karis
Inofficiella namn i Karis i Finland är namn på platser, gator, byggnader och dylikt som är allmänt förekommande i folkmun men inte är officiella. Det finns ett stort antal inofficiella namn i Karis.
Uttalsmarkeringarna i tabellen torde följa standarden som används av SAOL och NE:s ordbok, inte standarden enligt Internationella fonetiska alfabetet.[källa behövs]
| Namn              | Varianter & uttal                                         | Kommentar | WD                     |
| ----------------- | --------------------------------------------------------- | --- | ---------------------- |
| Affes             | Varianter: Affes, Bakett åtton                            | Namnet kommer från nattklubbens ursprungliga namn After Eight. I dag heter den Affes också officiellt. Varianten Bakett åtton (dialekt för "efter åttan") har använts bland beväringar från Österbotten vid Nylands brigad.                                                                                   |                        |
| Amerikavillorna   |                                                           | Amerikavillorna i Billnäs och Pentby byggdes som arbetarbostäder för Billnäs bruk på 1920-talet och var från början 19 stycken. I dag finns några kvar. Namnet syftar på villornas byggnadsstil. |                        |
| Bankhörnet        | Varianter: Bankhörnet, Apotekshörnet                      | Mötesplats i Karis centrum i hörnet av Centralgatan och Köpmansgatan |                        |
| Bele              |                                                           | Stadsdelen Bäljars. Inom stadsdelen skiljer man också på Främre Bäljars och Taka-Bäljars. |                        |
| Brankis           | Uttal: brankkis                                           | Karis f.d. brandstation, i dag Karis FBK. I byggnaden finns bl.a. en festlokal. |                        |
| Bullerian         | Varianter: Bullerian, Bullis Uttal: bolleri:an            | Caféet Lilla Hembageriet. Här kan man köpa bullar. |                        |
| Bussis            | Varianter: Bussis, Focus, Matkahuolto Uttal: bossis       | Karis busstation. Hela byggnaden där busstationen finns kallas också för Focus eller Focus-huset. |                        |
| Cementen          | Varianter: Cementen, Gjuteriet                            | Här fanns tidigare ett cementgjuteri. I dag kallas hela området för Cementen eller Gjuteriet. |                        |
| Cyklis            |                                                           | Sportbutiken Cykelcentralen. |                        |
| Edu               | Varianter: Edu, Evalds, Evalds pubben Uttal: edo, e:valds | Evalds pub. Korsningen intill (vid Kanaltorget) kallas också för Evalds korset efter pubens namn. |                        |
| Euridike          | Uttal: euridi:ki                                          | Staty på (gamla) torget föreställande Eurydike ur den grekiska mytologin. Namnet på statyn figurerar i Pumpvikens Puttes sång "Euridiki". |                        |
| Filttossen        | Uttal: filttåssn                                          | Föreningslokalen Borgkila lär ha fått smeknamnet Filttossen efter de filtstövlar de ryska soldaterna, som använde byggnaden i början av 1900-talet, hade på fötterna. |                        |
| Fix-huset         |                                                           | I byggnaden fanns tidigare Fix klädfabrik. |                        |
| Folkis            | Varianter: Folkis, VNF Uttal: fålkkis                     | Västra Nylands folkhögskola | Q2583668 på Wikidata   |
| Gamla stadshuset  |                                                           | Byggnaden var Karis stadshus innan städerna Karis, Ekenäs och Pojo slogs ihop till staden Raseborg. |                        |
| Gröna skolan      |                                                           | Karjaan lukio. Har fått sitt smeknamn på grund av sin färg. | Q11870058 på Wikidata  |
| Heimers undergång |                                                           | Stället där Landsbrovägen går under järnvägen kallas för Heimers undergång efter kommunalpolitiker Heimer Westerlund som var med och fattade beslutet om byggandet av undergången. Namnet anspelar på att projektet ansågs vara så stort att Heimers karriär skulle gå under av det, men så blev inte fallet. |                        |
| Henelius          |                                                           | I byggnaden fanns tidigare närbutiken Henelius. I närheten finns också en lekpark som kallas Heneliusparken efter namnet på butiken. |                        |
| Hollywood         |                                                           | Bostadsområde kring Hollywoodgränd i Billnäs. En förklaring till varifrån namnet kommer är att här bodde en vacker kvinna som var/såg ut att vara från Hollywood. |                        |
| Holmen            | Varianter: Holmen, Ön                                     | Den lilla holmen i Pumpviken kallas kort och gott för Holmen eller Ön. |                        |
| Hängbron          |                                                           | Gångbro över Pumpviken. |                        |
| Impilinna         |                                                           | Höghusbyggnaden, där sjuksköterskor anställda vid Mjölbolsta sjukhus (i Mjölbolsta) bodde tidigare, kallas skämtsamt Impilinna "jungfruslottet" i folkmun. |                        |
| Joggingteam       | Varianter: Joggingteam, JT, Kälkbastun Uttal: jåggingti:m | Motionsföreningen Jogging teams stuga med bastu ligger invid pumpviken och kan hyras för tillställningar. |                        |
| Kapellet          |                                                           | Krematoriekapellet vid begravningsplatsen i Karis: S:t Olofs begravningskapell vid S:t Olofs begravningsplats(fi) |                        |
| Kappsäcksfabriken | Varianter: Kappsäcksfabriken, Lönnbergs                   | I denna byggnad fanns tidigare (1938-1981) en kappsäcksfabrik. |                        |
| KGB               |                                                           | Namnet kommer från förkortningen KBG för Karis-Billnäs gymnasium. | Q11870048 på Wikidata  |
| Kråkstan          |                                                           | Området kring den västraste delen av Centralgatan var tidigare känt som Kråkstan. En teori om varifrån namnet kommer är att det fanns många s.k. kråkslott på området och en annan är att det rörde sig mycket kråkfåglar på området.                                                                         |                        |
| Lystiland         |                                                           | I Landsbroparken, där det i dag finns en frisbeegolfbana, fanns på 90-talet nöjesparken Lystiland. Området kallas fortfarande för Lystiland av en del Karisbor. |                        |
| Löväri            | Varianter: Löväri, Lökulla                                | Stadsdelen Lövkulla | Q113158459 på Wikidata |
| Masa              | Uttal: masa                                               | K-supermarket i Karis som tidigare hette Masa. Namnet används fortfarande. |                        |
| Monaco            |                                                           | Nybyggt området i stadsdelen Bäljars. |                        |
| Monumentet        | Uttal: månumentte                                         | Monument för slaget vid Landsbro 1713. |                        |
| Musslan           | Varianter: Musslan, Snäckan                               | Fontän på Köpmansgatan föreställande en mussla. Det officiella namnet på fontänen är Unio Crassus. |                        |
| Nakkimujakorset   |                                                           | Namnet kommer från en kiosk vid namn Nakkimuija som tidigare fanns här. |                        |
| Nordvietnam       |                                                           | Område i Kila där husen ansågs tätt bebyggda. Namnen Nord- och Sydvietnamn för området användes främst på 60- och 70-talet. |                        |
| Pityn             | Varianter: Pityn, Serendi, Sere, Seders                   | Art café Serendipity. |                        |
| Pumppis           | Uttal: pomppis                                            | Pumpviken | Q116621494 på Wikidata |
| Purun             | Varianter: Purun, Nya spånbanan                           | Motionsbana i Tallmo. |                        |
| Sahara            |                                                           | Sandplan som tidigare fungerat bl.a. som skridskobana om vintrarna. |                        |
| Stationsbacken    | Uttal: statjo:nsbakkan                                    | Backen ovanför Karis järnvägsstation. |                        |
| Steissin          | Varianter: Steissin, Station Uttal: steissin, steisjön    | Karis järnvägsstation. | Q3359719 på Wikidata   |
| Stenari           |                                                           | Stadsdelen Stenåker. |                        |
| Sydvietnam        |                                                           | Område i Kila där husen ansågs vara tätt byggda. Namnet användes främst på 60- och 70-talet. |                        |
| Talon             | Uttal: talån                                              | Folkets hus. Talon är en variant av det finska namnet Työväen Talo. |                        |
| Tryckeriet        | Varianter: Tryckeriet, Tryckis                            | Här fanns tidigare Karis tryckeri. I dag huserar Tryckeriteatern i byggnaden. |                        |
| Ungkarlsgränd     |                                                           | En variant av gatans officiella namn Strömkarlsgränd. Här finns stadens hyresradhus och namnet syftar på vilken typ av invånare som bl.a. bott i husen. |                        |